# A Dança (Picasso)
A Dança (em francês, La Danse) é uma pintura a óleo sobre tela, medindo 100 cm de altura por 81 cm de largura, executada em 1956 pelo pintor catalão Pablo Picasso. A obra é exemplar do período tardio do autor, marcado por uma indefinição do estilo, já descrito como uma amálgama de elementos diversos de suas fases anteriores, com grande ênfase no colorido e composição de matiz "expressionista".
Esta fase derradeira, em que Picasso reposiciona a pintura como tema central de sua produção, é frequentemente marcada por releituras, interpretações e outras formas de diálogos com grandes nomes da história da arte. A obra em pauta pode ser compreendida como uma espécie de releitura da célebre A Dança, de Henri Matisse. Picasso declarou certa vez, sobre sua "cordial rivalidade" com Matisse (caucada em diferenças diametrais de ambos sobre a importância da cor e da forma para a pintura), que "Jamais alguém olhou tão bem para a pintura de Matisse, como eu; e ninguém olhou para a minha pintura melhor do que ele." Em A Dança, Picasso tenta "associar à harmonia matissiana uma tensão estrutural, característica dos desenvolvimentos plásticos pós-cubistas".
A obra foi adquirida pelo colecionador Raymundo Ottoni de Castro Maya em 1959, durante um leilão em Paris, e legada pelo proprietário ao Museu da Chácara do Céu, equipamento dos Museus Castro Maya, no Rio de Janeiro. Em 24 de fevereiro de 2006, um bando armado invadiu o museu e roubou a pintura, junto com outras quatro obras: as telas Os Dois Balcões de Salvador Dalí, Marinha de Claude Monet e Jardim de Luxemburgo de Henri Matisse, e o livro Toros, com poemas de Pablo Neruda e ilustrações de Picasso. Todas as obras são tombadas pelo Instituto do Patrimônio Histórico e Artístico Nacional (IPHAN).
As obras permanecem desaparecidas. De acordo com relatos de testemunhas do ocorrido, a tela de Picasso foi perfurada quando um segurança do museu se envolveu em luta corporal com um dos bandidos. A Polícia Federal encontrou pouco tempo depois, em uma favela do Rio de Janeiro, a moldura da obra queimada, com pedaços da tela, o que reforça a hipótese da obra ter sido incinerada. A Associação de Amigos dos Museus Castro Maia oferece uma recompensa de dez mil reais a quem apresentar informações que possam levar à recuperação dos bens tombados..